# Irauadi
L'Irauadi (en birmà, Ayeyarwady) és un riu que travessa Birmània de nord a sud. És navegable en la major part del seu curs, i es fa servir per al reg a tota la regió per on passa. És el més llarg de Birmània (amb prop de 2.170 km de llarg) i la seva més important via fluvial comercial, amb una conca hidrogràfica pròxima als 411.000 km². Neix a l'estat de Kachin, de la confluència entre el Mali Hka (o Nam Kiu en shan), que ve de l'Himàlaia, i el N'Mai Hka. Desemboca a l'oceà Índic, on forma, a l'oest de Yangon, un delta anomenat les boques de l'Irauadi. El nom d'aquest riu sembla que ve del sànscrit airavati, que vol dir "riu Elefant" (riu Gran), i es transcriu sovint segons la forma anglesa Irrawaddy. Al riu, s'hi troba una espècie única de dofí, el dofí de l'Irauadi (Orcaella brevirostris), que viu a la desembocadura. Els seus principals afluents són els rius Taping, Shweli, Myitnge, Mu (250 km) i, el més important de tots, el riu Chindwin (1.207 km).
Sobre aquest riu, al centre de Magway, suposadament s'estaria construint un reactor nuclear amb l'ajuda de Rússia i Corea del Nord.
L'est riu es troba l'illa de Aingdaing.

## Fisiografia
El riu Irauadi travessa Myanmar de nord a sud i desemboca en l'oceà Índic a través del Delta del Irauadi, de nou braços.

### Congostos
Entre Myitkyina i Mandalay, l'Irauadi flueix a través de tres congostos ben marcats:
- Aproximadament 65 quilometres (40 mi) quilòmetres (40,4 ) aigües avall de Myitkyinā es troba el primer congost.
- Per sota de Bhamo, el riu dona un gir brusc cap a l'oest, abandonant la conca al·luvial de Bhamo per a travessar les roques calcàries del segon congost. Aquest congost té una amplària d'uns 90 m en la seva part més estreta i està flanquejat per penya-segats verticals d'uns 60 a 90 m d'altura.
- Al voltant de 100 km al nord de Mandalay, a Mogok, el riu entra en el tercer congost. Entre Katha i Mandalay, el curs del riu és notablement recte, fluint gairebé cap al sud, excepte prop de Kabwet, on una làmina de lava ha fet que el riu es doblegui bruscament cap a l'oest.[7]

Aquesta làmina de lava és la Meseta de Singu, un camp volcànic de l'Holocè. Aquest camp es compon de magma procedent dels respiradors de les fissures i cobreix una àrea d'uns 62 km². L'altiplà també es coneix com Letha Taung.
En sortir d'aquest altiplà a Kyaukmyaung, el riu segueix un curs ampli i obert a través de la zona seca central - l'antic cor cultural - on grans àrees estan formades de planes al·luvials. A partir de Mandalay (antiga capital del regne de Myanmar), el riu realitza un brusc gir cap a l'oest abans de corbar-se cap al sud-oest per a unir-se amb el riu Chindwin, després de la qual cosa continua en direcció sud-oest. És probable que l'alt Irauadi fluís originalment cap al sud des de Mandalay, descarregant les seves aigües a través de l'actual riu Sittaung fins al golf de Martaban, i que el seu actual curs cap a l'oest sigui geològicament recent. Per sota de la seva confluència amb el Chindwin, l'Irauadi continua serpentejant a través de la ciutat petroliera de Yenangyaung, per sota de la qual flueix generalment cap al sud. En el seu curs inferior, entre Minbu i Pyay, flueix a través d'una estreta vall entre cadenes muntanyenques cobertes de boscos: la cresta de les muntanyes Arakan, la serralada de Rakhine a l'oest i les muntanyes Pegu Yoma a l'est.

### El Delta de l'Irauadi
El delta de l'Irauadi comença aproximadament a 93 km per sobre d'Hinthada (Henzada) i a uns 290 km de la seva base corba, que dona al Mar d'Andaman. El distribuïdor més occidental del delta és el riu Pathein (Bassein), mentre que el més oriental és el riu Yangon, a la riba esquerra del qual es troba l'antiga capital de Myanmar, Yangon (Rangún). Com que el riu Yangon és només un canal menor, el flux d'aigua és insuficient per a evitar que el Port de Yangon se saturi, i és necessari el dragatge. El relleu del paisatge del delta és baix però no pla. Els sòls estan formats per llim fi, que es reposa contínuament per l'al·luvió fèrtil que arrossega el riu. Com a resultat de les fortes precipitacions que varien de 2.000 a 3.000 mm a l'any al delta, i el moviment i la càrrega de sediments del riu, la superfície del delta s'estén cap al mar d'Andaman a un ritme d'uns 50 metres (160 ft) metres (54,7 ) per any.

### Hidrografia
A causa de les pluges monsòniques, que es produeixen entre mitjans de maig i mitjans d'octubre, el cabal de l'Irauadi i els seus afluents varia molt al llarg de l'any. A l'estiu, el desglaç i les glaceres del nord de Birmània se sumen al volum. El cabal mitjà prop de la capçalera del delta oscil·la entre un màxim de 32.600 metres cúbics i un mínim de 2,300 metres cúbics (81,000 cu ft) per segon. El cabal pot aconseguir els 40.393 metres cúbics per segon a la temporada de pluges. Al llarg d'un any, el cabal mitjà és de 15.112m³/seg. Més al nord, a Sagaing, el  hidrograma mostra una disminució del 38% en la descàrrega en comparació amb el lloc on el riu entra en el delta. també va sedimentar al voltant de 278 tones de sorra cada any.
La variació entre el nivell d'aigua alt i baix també és gran. A Mandalay i Prome, s'ha mesurat un rang de 9,66 a 11,37 m entre el nivell d'aigües baixes i el d'inundació, respectivament. A causa del caràcter monsònic de les pluges, el punt més alt es registra a l'agost i el més baix al febrer.
Aquesta variació en el nivell de l'aigua fa que els ports al llarg del riu tinguin ports de desembarcament separats per a la baixamar i la plenamar. Així i tot, els nivells baixos d'aigua han causat problemes as ports al llarg del riu, ja que en els sectors Bamaw-Mandalay-Pyay, el punt més baix és de fins a 60 cm.

### Descàrrega de sediments a la mar
En conjunt, els rius moderns Irauadi i Thanlwin (Salween) aporten més de 600 milions de tones anuals de sediments a la mar. L'estudi més recent mostra:
1. Hi ha poc sediment modern que s'acumula en la plataforma immediatament enfront de les boques del riu Ayeyarwady. Per contra, un important tascó de llot amb un depocentre distal, de fins a 60 m de gruix, s'ha dipositat cap a la mar al Golf de Martaban, estenent-se fins a 130 ~m de profunditat a la Depressió de Martaban. A més,
2. No hi ha proves que demostrin que s'hagin acumulat sediments moderns o que s'hagin transportat al Canó de Martaban;
3. Hi ha una cortina/manta de llot que embolica l'estreta plataforma occidental de Myanmar a l'est del Golf de Bengala. El gruix del dipòsit de llot és de fins a 20 m prop de la costa i s'aprima gradualment cap al talús a -300 m de profunditat, i probablement s'escapa cap a la profunda Fossa d'Andaman;
4. La quantitat total estimada de sediments de l'Holocè dipositats en alta mar és de 1290 ~× 109 tones. Si suposem que això s'ha acumulat principalment des del punt àlgid de l'Holocè mitjà (~6000 anys BP), igual que en altres deltes importants, el flux deposicional mig anual històric en la plataforma seria de 215 Mt/any, la qual cosa equival a 35% ~dels sediments derivats dels rius moderns Ayeyarwady-Thanlwin;
5. A diferència d'altres grans sistemes fluvials d'Àsia, com el Yangtze i el Mekong, aquest estudi indica un patró de transport i deposició bidireccional controlat pels corrents locals que estan influenciades per les marees, i els vents i ones monsòniques que varien estacionalment.